# کانال دریای سفید–بالتیک

نقشه راه آبی دریای سفید-بالتیک که نشان‌دهنده رود نوا، رود اسویر و کانال دریای سفید-بالتیک است.

کانال دریای سفید–بالتیک (روسی: Беломо́рско–Балти́йский кана́л, Byelomorsko–Baltiyskiy Kanal, BBK) که اغلب به اختصار کانال دریای سفید نامیده می‌شود، یک کانال کشتی‌رانی در روسیه است که در ۲ اوت ۱۹۳۳ گشوده شد. این کانال دریای سفید را به دریاچه اونگا و سپس دریای بالتیک متصل می‌کند. این کانال تا سال ۱۹۶۱ کانال دریای سفید–بالتیک استالین نام داشت.
کانال دریای سفید توسط زندانیان کار اجباری گولاک ساخته شد. بر پایه ی گزارش های رسمی در طول دوره ساخت کانال حدود ۱۲۰۰۰ نفر از مجموع ۱۲۶۰۰۰ کارگر آن از بین رفتند، در حالی‌که روزنامه‌نگاری به نام آنه اپلبائوم تعداد این افراد را حدود ۲۵۰۰۰ نفر برآورد می‌کند.